# Andreas Ebel (Journalist)
Andreas Ebel (* 27. August 1968 in Göttingen) ist ein deutscher Journalist und Chefredakteur der Ostsee-Zeitung.

## Werdegang
Andreas Ebel wuchs in Geesthacht bei Hamburg auf und studierte Betriebswirtschaftslehre in Lüneburg.
Im Jahr 1993 begann er ein Volontariat in der Lokalredaktion Grevesmühlen der Ostsee-Zeitung. Seit 2002 leitete er die Lokalredaktion Rostock am Hauptsitz der Ostsee-Zeitung. Er trat am 1. April 2012 die Nachfolge von Jan Emendörfer an, der als Chefredakteur zur Leipziger Volkszeitung ging.

## Werke
- 2024 Rostock tanzt: Diskotheken, Clubs, Bars – von 1950 bis in die 1990er Jahre, 1. Auflage, Hinstorff, Rostock.
- 2023 Verlassene Orte in MV, 1. Auflage, Hinstorff, Rostock.
- 2020 Dorfgeschichten vom Salzhaff bis Bad Doberan, 1. Auflage, Hinstorff, Rostock.
- 2019 Dorfgeschichten entlang der westlichen Ostseeküste, 1. Auflage, Hinstorff, Rostock.
- 2019 Dorfgeschichten von Rügen. Band 2, 1. Auflage.
- 2018 Störtebeker-Festspiele: Hinter den Kulissen, 1. Auflage, Hinstorff, Rostock.
- 2018 Dorfgeschichten rund ums Fischland und Ribnitz-Damgarten, 1. Auflage, Hinstorff, Rostock.
- 2017 Bildschöne Heimat: Unsere besten Leserfotos, Ostsee-Zeitung GmbH & Co. KG, Rostock.
- 2017 Bildschöne Heimat. Band 1, 2. Auflage, März, Ostsee-Zeitung GmbH & Co. KG, Rostock.
- 2017 Jubiläumsbuch OZ: 65 Jahre – Wir bringen Heimat, Ostsee-Zeitung GmbH & Co. KG, Rostock.